# Marinella (chanteuse)
Marinella, née Kyriaki Papadopoulou, est l'une des chanteuses les plus populaires en Grèce et à Chypre. Sa carrière professionnelle débute en 1956 et  compte 66 albums qui remportent pour la plupart un vrai succès auprès du public.
Marinella est la première représentante de la Grèce à l'Eurovision en 1974 avec la chanson Krasi, Thalassa Ke T'agori Mou. Marinella fait également des apparitions dans plusieurs films, le plus souvent dans un rôle de chanteuse.

## Biographie
Marinella est née le 19 mai 1938 à Thessalonique. Ses parents sont originaires de la communauté grecque d'Asie mineure et vécurent à Constantinople. Elle est leur quatrième enfant et la dernière de la fratrie. La famille n'est pas riche mais unie et compte plusieurs bons chanteurs.
Dès l'âge de 5 ans la petite fille participe à une émission de radio pour enfants, à 12 ans elle enregistre une publicité, à 17 ans elle se fait engager pour un rôle dans une troupe théâtrale qui parcourt la Grèce. Un soir où la chanteuse de la troupe tombe malade, Marinella, qui connaît par cœur toutes les chansons de la pièce la remplace au pied levé. Elle devient à compter de cette soirée la chanteuse en titre de cette troupe.
En 1956, Marinella est engagée au Théâtre militaire de Thessalonique et se produit également dans un cabaret de la ville, le Panorama. C'est là que le compositeur Tolis Charmas la baptise Marinella, s'inspirant d'un titre qu'il a composé. Dans ce cabaret jouait du bouzouki solo Stelios Zafeiriou, un musicien qui l'accompagne toutes les années qui suivent.
Le 25 septembre 2024, Marinella est admise en soins intensifs après avoir fait un accident vasculaire cérébral la soirée précédente, alors qu'elle se produisait en concert dans l'emblématique Odéon antique d'Athènes, au pied de l'Acropole.

### Albums
- 1964: Kazantzidis & Marinella – Megales Epitihies
- 1965: Chrysos Diskos Kazantzidi & Marinellas
- 1967: Anapolontas Me Ton Stelio Kazantzidi Ke Tin Marinella
- 1969: Stalia - Stalia
- 1969: Kazantzidis & Marinella
- 1969: Otan Simani Esperinos
- 1969: Marinella
- 1970: Ena Tragoudi Ein' I Zoi Mou
- 1970: Kazantzidis & Marinella Sing Greek Songs
- 1971: Marinella - Enas Mythos
- 1972: Mia Vradia Me Tin Marinella
- 1972: Athanata Rebetika
- 1973: Mia Vradia Me Tin Marinella No. 2
- 1973: Albania
- 1974: Marinella Gia Panta
- 1974: Marinella & Voskopoulos
- 1974: Marinella & Tolis Voskopoulos – Ego Ki' Esy
- 1975: Marinella Gia Panta
- 1976: Marinella & Kostas Hatzis – Recital
- 1976: Alli Mia Fora
- 1977: Marinella & Athenians
- 1978: I Marinella Tou Simera
- 1979: S' Agapo
- 1980: I Marinella Se Tragoudia Tis Vembo
- 1980: Marinella & Kostas Hatzis – To Tam-Tam
- 1981: Marinella - Gia 'Senane Mporo
- 1983: Gia 'Sena Ton Agnosto
- 1984: Megales Stigmes
- 1985: I Agapi Mas
- 1986: Mia Nihta
- 1987: Marinella & Kostas Hatzis – Synantisi
- 1988: Tolmo
- 1989: Eisai Mia Thiella
- 1990: Lege Mou S' Agapo
- 1991: Stelios Kazantzidis & Marinella – Ta Tragoudia Tis Amerikis
- 1992: I Marinella Tragouda Mimi Plessa
- 1992: I Marinella Tragouda Megales Kyries
- 1993: To Ximeroma Tou Erota
- 1994: I Marinella Tragouda Hatzinasio
- 1995: Ta Prota Mou Tragoudia
- 1996: Ta Prota Mou Tragoudia Nο. 2
- 1997: Gia Proti Fora
- 1997: Tragoudia Apo Tis 45' Strofes
- 1998: I Marinella Tragouda Ke Thimate
- 1999: Me Varka To Tragoudi
- 2003: Marinella & Georges Dalaras – Mazi
- 2004: Ammos Itane
- 2005: Tipota Den Ginete Tihea
- 2007: Marinella & Antonis Remos – Live

### Soundtracks
- 1971: Ena Karavi Gemato Tragoudia
- 1991: I Pariziana
- 1995: I Prova Tou Nifikou
- 1995: Gorgones Ke Magkes
- 2000: Ystera Irthan I Melisses